# Кыпа-Печчалькы
Кыпа-Печчалькы (устар. Кыпа-Печаль-Кы) — река в России, протекает по территории Ямало-Ненецкого автономного округа. Устье реки находится в 63 км по левому берегу реки Печчалькы. Длина реки составляет 130 км.

## Притоки
- Каклыльсарпылькикэ (пр)
- 5 км: Кэтыкэ-Тункалькикэ (лв)
- 10 км: Тюмылькикэ
- 74 км: Берёзовая

## Данные водного реестра
По данным государственного водного реестра России относится к Нижнеобскому бассейновому округу, водохозяйственный участок реки — Таз, речной подбассейн реки — подбассейн отсутствует. Речной бассейн реки — Таз.
Код объекта в государственном водном реестре — 15050000112115300067387.